# Shiner, Texas
Shiner là một thành phố thuộc quận Lavaca, tiểu bang Texas, Hoa Kỳ. Năm 2010, dân số của xã này là 2069 người.

## Dân số
- Dân số năm 2000: 2070 người.
- Dân số năm 2010: 2069 người.